# Судовиков, Николай Георгиевич
Николай Георгиевич Судовиков (1903—1966) — советский учёный-геолог, петролог, заслуженный деятель науки РСФСР.

## Биография
Родился в Севастополе 26 декабря 1903 года[по какому календарю?].
В 1921—1925 годах учился в Петроградском Географическом институте, затем в 1925—1930 годах — на физико-математическом факультете Ленинградского государственного университета.
В 1924—1929 годах работал геологом, начальником геологической партии в Северной научно-промысловой экспедиции в Автономной Карельской ССР.
В 1930 году окончил геолого-минералогическое отделение Ленинградского государственного университета.
В 1930—1933 годах преподавал в Ленинградском горном институте.
В 1933—1965 годах работал на геологическом факультете Ленинградского государственного университета. В 1937 году защитил кандидатскую диссертацию, доцент с 1938 года.
Участник Великой Отечественной войны, офицер флота. Демобилизован в ноябре 1944 года по ходатайству университета.
В 1947 году защитил докторскую диссертацию «Геология и петрология архея Западного Беломорья», профессор с 1957 года, заведующий кафедрой геологии.
Умер 29 июля 1966 года. Похоронен на Большеохтинском кладбище (пересечение Смоленской и Нижегородской дорог).

## Научные труды
Опубликовал более 60 научных работ, в том числе ряд монографий и учебных пособий, по геологии Кольского полуострова, Карелии и Алдана, в их числе:
- Докембрийские породы Ребольско-Кимасозерского района. — Ленинград; Москва: Гос. науч.-техн. горно-геол.-нефт. изд-во, 1933. — 42, [2] с., 2 вкл. л. ил., карт.: ил. — (Труды Северо-Западного геолого-разведочного треста/ НКТП-СССР. Всес. геол.-развед. объединение; Вып. 5).
- Геолого-петрографический очерк Шуезерского района. — Ленинград; Москва: Гос. науч.-техн. горно-геол.-нефт. изд-во, 1934. — 52, [2] с., 3 вкл. л. ил., карт. : черт. — (Труды Ленинградского геолого-гидрогеодезического треста/ НКТП-СССР. Глав. геол.-гидро-геодезич. упр.; Вып. 6).
- Материалы по геологии Ю-З. части Кольского полуострова. — Ленинград; Москва: Онти. Глав. ред. геол.-развед. и геодезич. лит-ры, 1936. — 28, [3] с., 3 вкл. л. ил. — (Труды Ленинградского геологического треста/ НКТП СССР. Глав. геол.-гидро-геодезич. упр.; Вып. 10.).
- Материалы по петрологии Западного Беломорья: (Гранитизация пород Беломорья). — Ленинград; Москва: ГОНТИ, Ред. горно-топлив. и геол.-развед. лит-ры, 1939 (Ленинград). — 88 с., 2 вкл. л. ил. и карт. : ил., карт., схем. — (Труды Ленинградского геологического управления; Вып. 19).
- Тектоника, метаморфизм, мигматизация и гранитизация пород ладожской формации. — М.—Л.: Изд-во Акад. наук СССР, 1954. — 199 с.: ил. — (Труды Лаборатории геологии докембрия/ Акад. наук СССР. Лаборатория геологии докембрия и Ин-т геол. наук; Вып. 4).
- Региональный метаморфизм и некоторые проблемы петрологии / Ленингр. ордена Ленина гос. ун-т им. А. А. Жданова. — Ленинград : Изд-во Ленингр. ун-та, 1964. — 550 с. : ил.
- Геология и петрология южного обрамления Алданского щита / Акад. наук СССР. Лаборатория геологии докембрия; Н. Г. Судовиков, В. А. Глебовицкий, Г. М. Другова и др. — [Ленинград] : Наука. [Ленингр. отд-ние], 1965. — 290 с., 3 л. схем., карт.: ил.
- Проблема рапакиви и позднеорогенных интрузий / АН СССР. Лаборатория геологии докембрия. — М.—Л.: Наука. [Ленингр. отд-ние], 1967. — 118 с., 8 л. ил.: черт.
- Геологическое развитие глубинных зон подвижных поясов: (Сев. Приладожье) / Н. Г. Судовиков, В. А. Глебовицкий, А. С. Сергеев и др. ; [Отв. ред. Д. А. Великославинский] ; АН СССР. Ин-т геологии и геохронологии докембрия. — Л.: Наука. Ленингр. отд-ние, 1970. — 227 с., 3 л. карт. : ил.